# 比爾斯 (緬因州)
比爾斯（英語：Beals）是一個位於美國緬因州華盛頓縣的鎮。

## 人口
根據2020年美國人口普查的數據，比爾斯的面積為125.17平方千米，當中陸地面積為14.56平方千米，而水域面積為110.62平方千米。當地共有人口443人，而人口密度為每平方千米4人。